# Karl Pelman

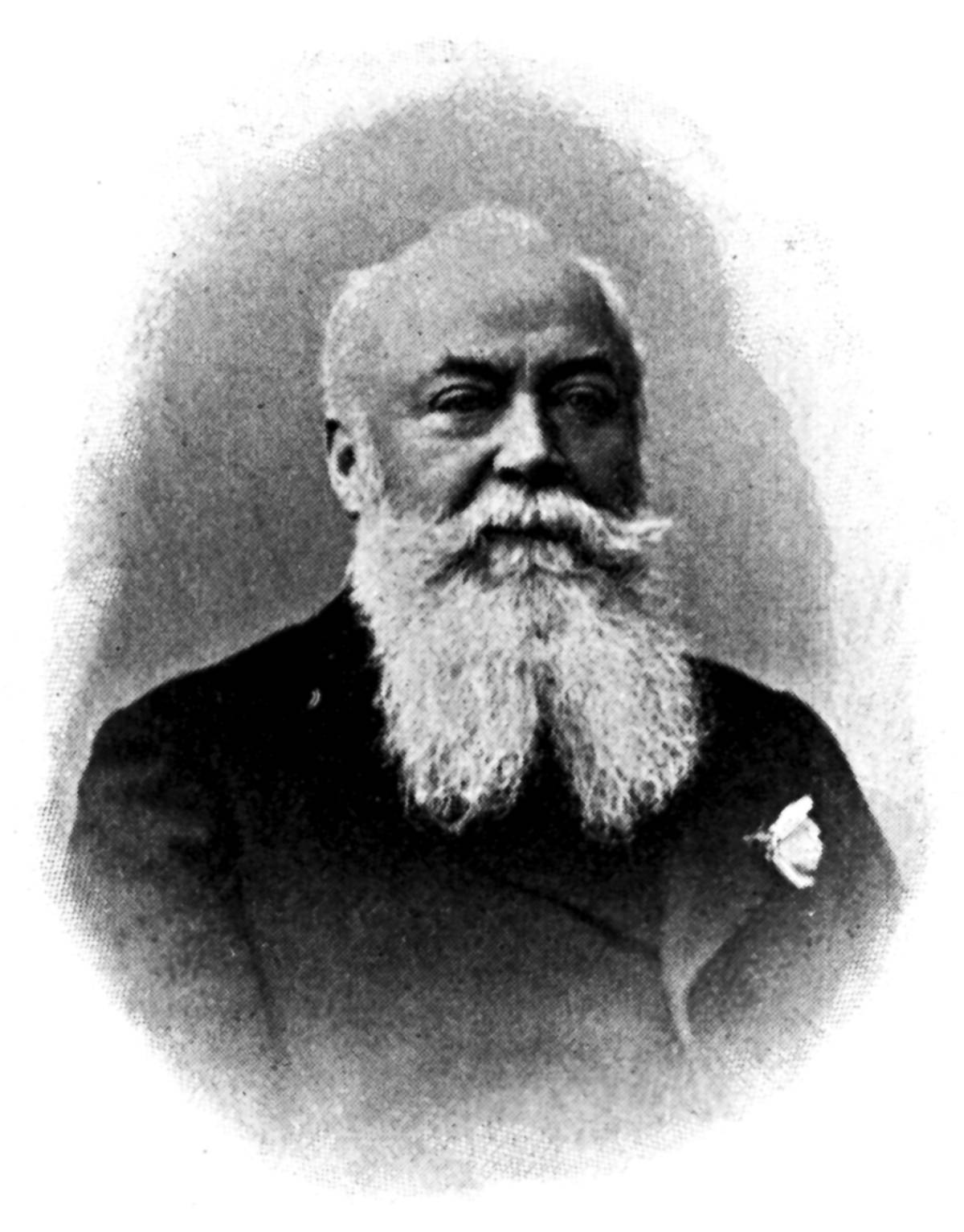
Karl Pelman

Karl Wilhelm Pelman (ur. 24 stycznia 1838 w Bonn, zm. 21 grudnia 1916 tamże) – niemiecki lekarz psychiatra.
Studiował na Uniwersytecie w Bonn, potem praktykował w Siegburgu u Hoffmanna i Nassego. W lipcu 1867 razem z Nassem i Richarzem założył Psychiatrischer Verein der Rheinprovinz.